# Spelling bee
En spelling bee er en slags stavekonkurrence, som er udbredt i USA og en række andre engelsktalende lande.
Konkurrencen foregår således, at konkurrencelederen læser et ord op, som deltageren (mundtligt) skal stave. Hvis deltageren staver forkert, går han/hun ud af konkurrencen. Den sidste deltager, der er tilbage, vinder.
Den bedst kendte spelling bee er Scripps National Spelling Bee, hvor vinderen i 2006 blev den 13-årige Katharine "Kerry" Close, som i tyvende runde stavede til "Ursprache". Inden da havde hun (efter første runde, som var skriftlig og med 25 ord) stavet til "gobemouche", "Galilean", "chiragra", "Bildungsroman", "terrene", "cucullate", "synusia", "towhee", "Shedu", "hukilau", "clinamen", "recrementitious", "psittacism", "aubade", "kanone", "izzat", "tmesis" og "kundalini".
Etymologien bag "bee" (her i betydningen "møde") er uklar.